# Mercedes-Benz Baureihe 639
| Sterne im Euro NCAP-Crashtest (2008) |

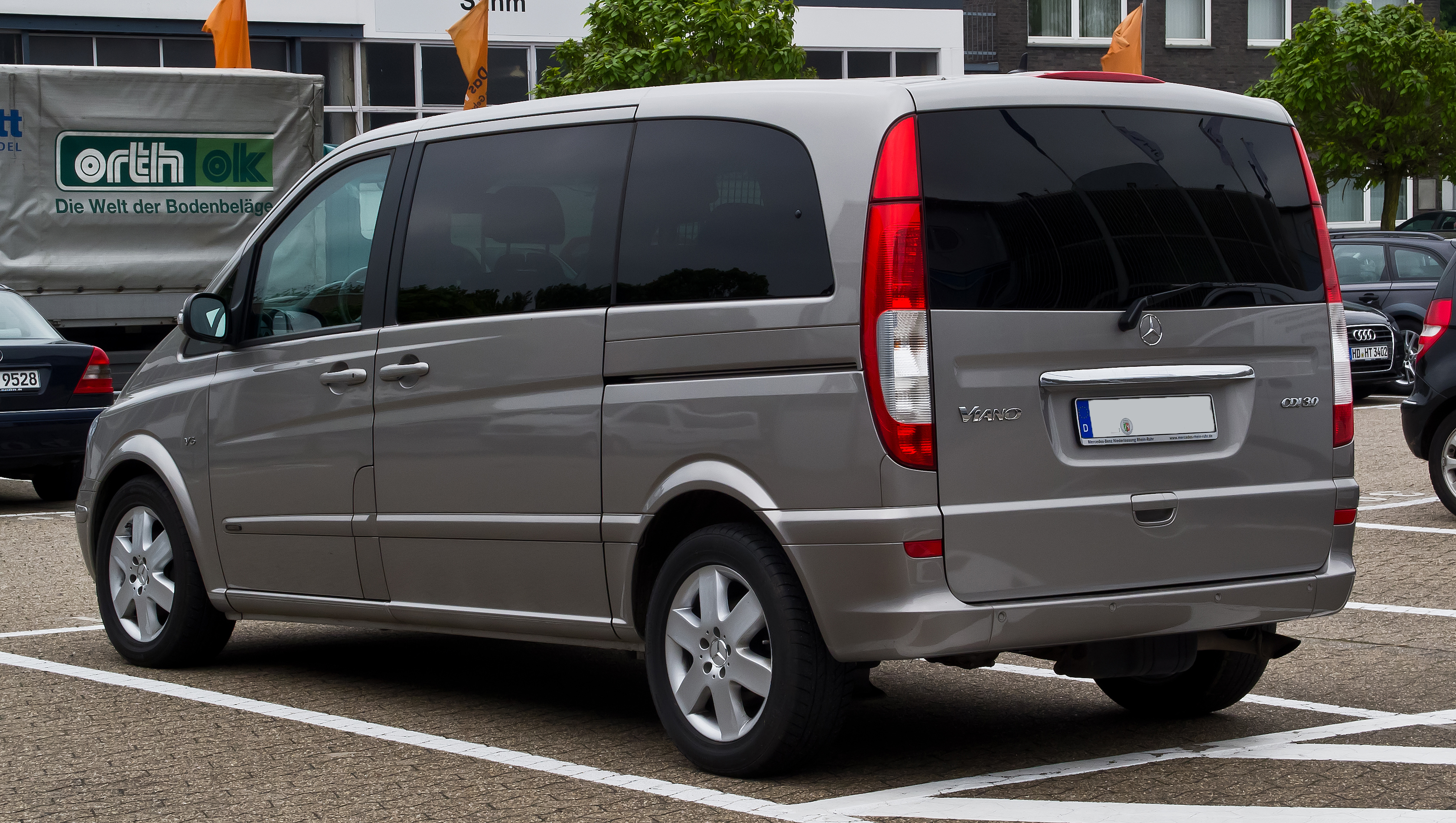
Heckansicht

Die Mercedes-Benz Baureihe 639 (W 639 für die Normalversion, V 639 für die Langversion) ist je nach Variante ein Kleinbus oder Kleintransporter von Mercedes-Benz. Vorgänger war der W 638. Im Gegensatz zu diesem hat er einen Hinterradantrieb. Die Baureihe wurde als Transporter-Variante (Vito) und Van-Variante (Viano) ausgeliefert und ist mit zwei unterschiedlichen Radständen, drei Baulängen und zwei Dachhöhen verfügbar. Das Leergewicht wird mit 1790 bis 2190 kg angegeben. 2005 wurde der Vito zum Van of the Year gewählt.
Am 31. Januar 2014 wurde der Nachfolger der Baureihe 639 vorgestellt. Dieser wird wieder als V-Klasse vermarktet und intern als Baureihe 447 bezeichnet.

## Modelle und Motorisierungen
Vito und Viano gab es bis 2006 mit zwei V6-Benzinmotoren als 3,2 Liter mit 140 kW (190 PS) und 3,7 Liter mit 170 kW (231 PS). Sie wurden durch den neuen 3,5-Liter-V6 mit 190 kW (258 PS) abgelöst. Des Weiteren sind drei unterschiedlich starke 2,1-Liter-Vierzylinder-Dieselmotoren (65 kW/88 PS, 80 kW/109 PS, 110 kW/150 PS) und ein 3,0-Liter-V6-Dieselmotor (CDI) im Angebot. Letzterer ist ein 150 kW (204 PS) bzw. 165 kW (224 PS) starker Common-Rail-Diesel mit einem maximalen Drehmoment von 440 Nm. Es sind Allradantriebe für die beiden kleinen Diesel in Verbindung mit dem Automatikgetriebe erhältlich.

### Modellvarianten

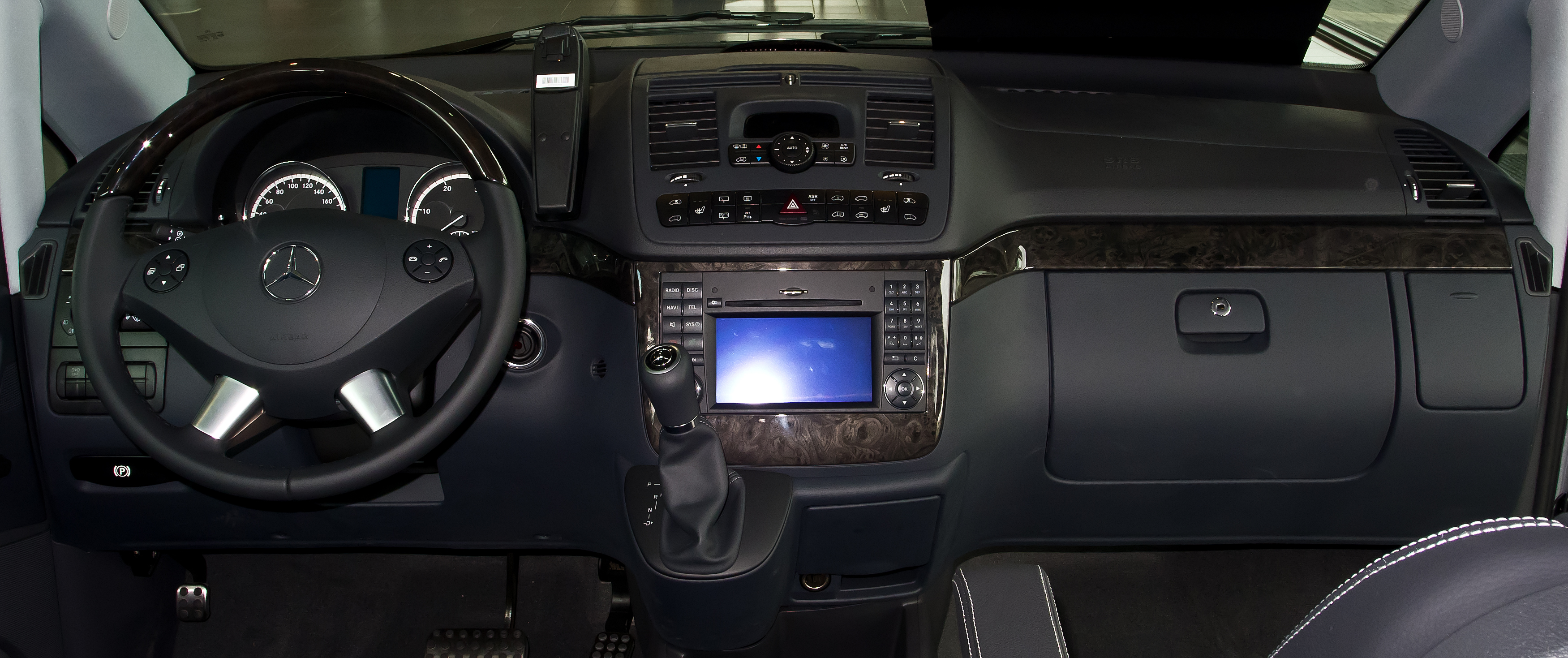
Innenraum

Der Vito ist, wie sein Vorgänger, erhältlich in den Ausführungen:
- Kastenwagen mit bis zu drei Sitzen und großem Laderaum (Baumuster 639.601: Radstand 3200 mm / Überhang 765 mm, Baumuster 639.603: Radstand 3200 mm / Überhang 1010 mm, Baumuster 639.605: Radstand 3430 mm / Überhang 1010 mm)
- Mixto mit bis zu sechs Sitzen in zwei Sitzreihen und kleinerem Laderaum (Baumuster 639.701: Radstand 3200 mm / Überhang 765 mm, Baumuster 639.703: Radstand 3200 mm / Überhang 1010 mm, Baumuster 639.705: Radstand 3430 mm / Überhang 1010 mm, Baumuster 639.711: Radstand 3200 mm / Überhang 765 mm, Baumuster 639.713: Radstand 3200 mm / Überhang 1010 mm)
- Kombi mit bis zu neun Sitzen (Baumuster 639.701: Radstand 3200 mm / Überhang 765 mm, Baumuster 639.703: Radstand 3200 mm / Überhang 1010 mm, Baumuster 639.705: Radstand 3430 mm / Überhang 1010 mm, Baumuster 639.711: Radstand 3200 mm / Überhang 765 mm, Baumuster 639.713: Radstand 3200 mm / Überhang 1010 mm)

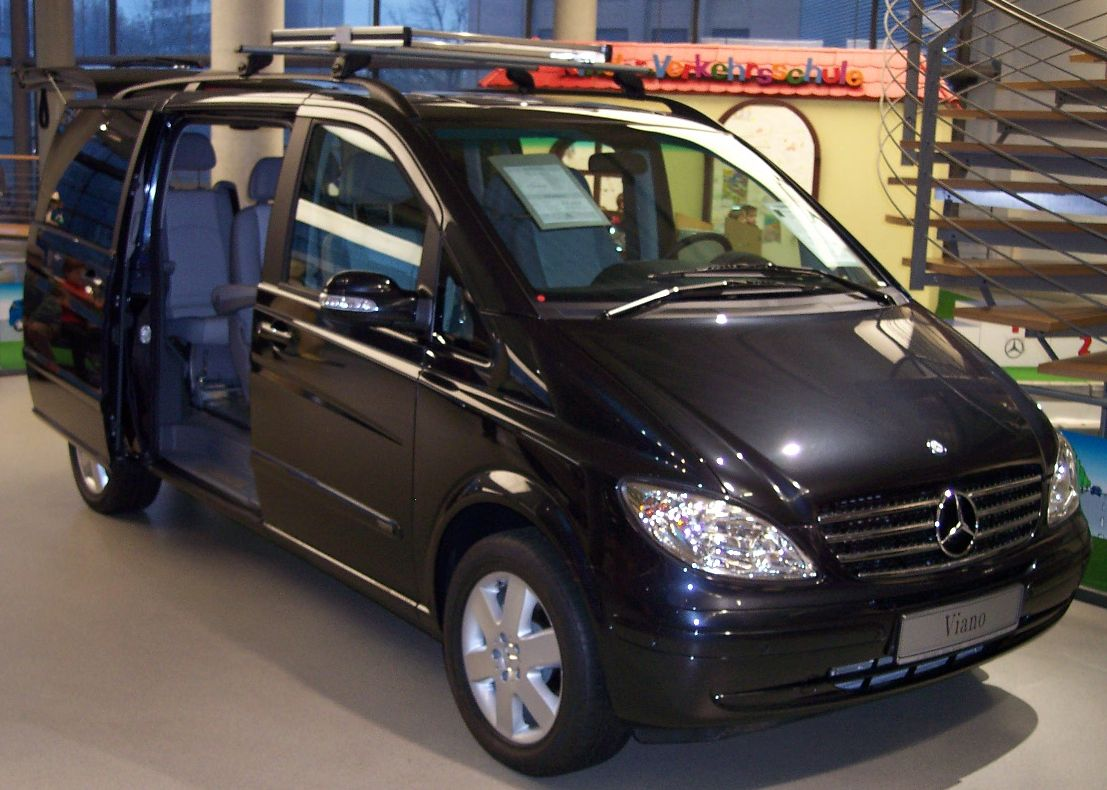
Der Mercedes-Benz Viano mit Komfortausstattung

Der Viano als Pkw ist in den vier Ausstattungsvarianten Trend, Fun, Ambiente und Avantgarde erhältlich (639.811: Radstand 3200 mm / Überhang 765 mm, Baumuster 639.813: Radstand 3200 mm / Überhang 1010 mm, Baumuster 639.815: Radstand 3430 mm / Überhang 1010 mm (mit Aufstelldach)). Ab September 2007 wurde der Viano zusätzlich in der gehobenen Ausstattungsvariante X-Clusive angeboten mit modifizierten (Spoiler) Stoßfängern vorn und hinten, Seitenschwellerverkleidungen, 18-Zoll-Rädern und einer verchromten Auspuffblende. Mit der Linie X-Clusive sind auch Sitzbezüge in Alcantara wahlweise in Kiesel oder Anthrazit erhältlich. Der X-Clusive wurde 2011 durch den Viano Avantgarde Edition 125 ersetzt. Die Baureihe 639 wird im Werk Vitoria-Gasteiz in Spanien hergestellt. Einige Einheiten des Viano werden im Montagewerk Alcobendas, ebenfalls in Spanien, zusammengebaut. Diese werden als CKD-Bausätze aus Vitoria-Gasteiz angeliefert.
Von Brabus wurde ab 2004 das Supercar Brabus 6.1 auf Basis des Viano angeboten.
Ab April 2010 rollten die Modelle der Baureihe 639 auch in Fúzhōu (China) bei der Fujian Daimler Automotive als Viano und Vito sowie als Krankenwagen, SPO genannt, vom Band.

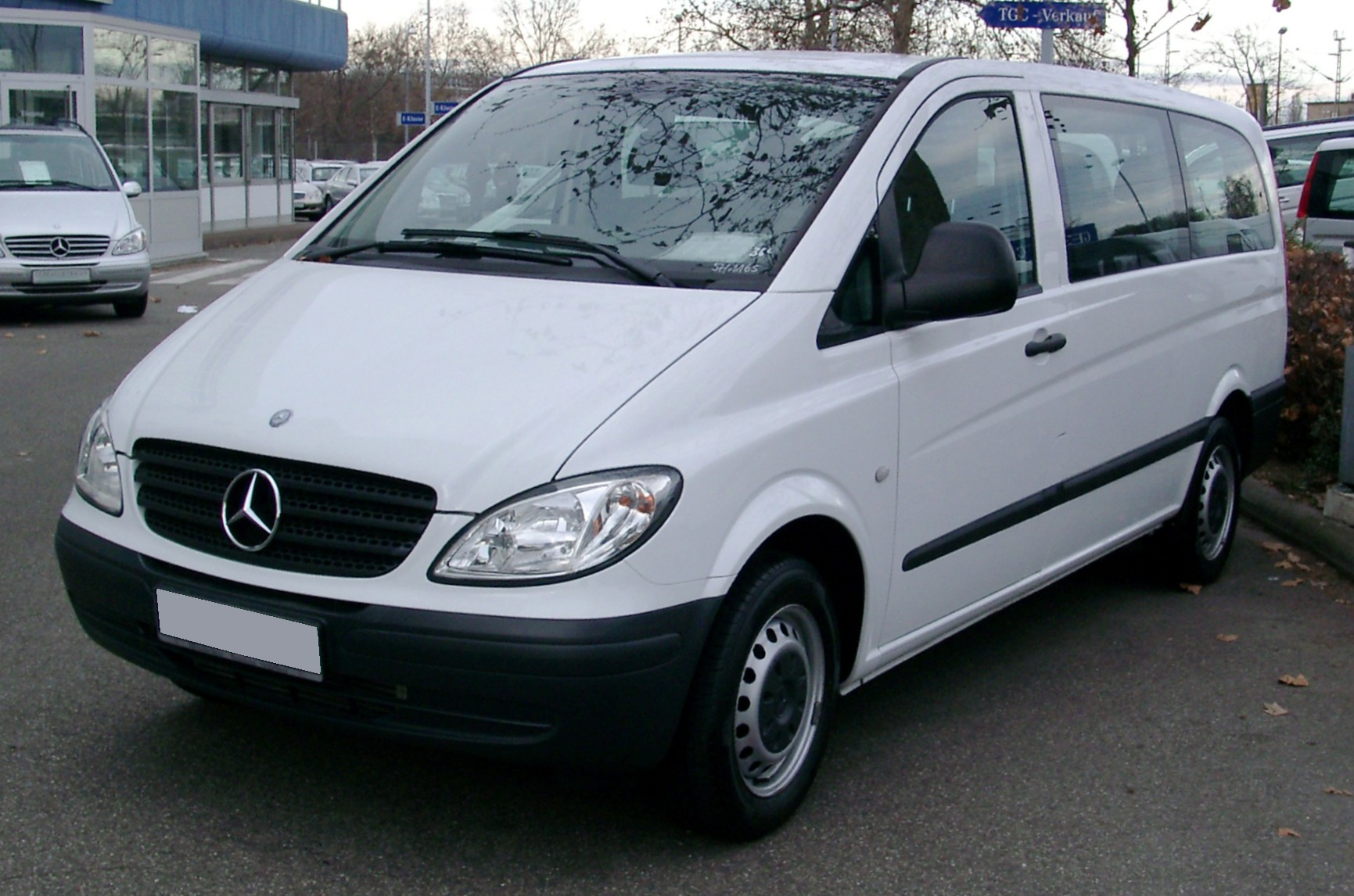
Vito Kombi Lang 115 CDI (2003–2010)
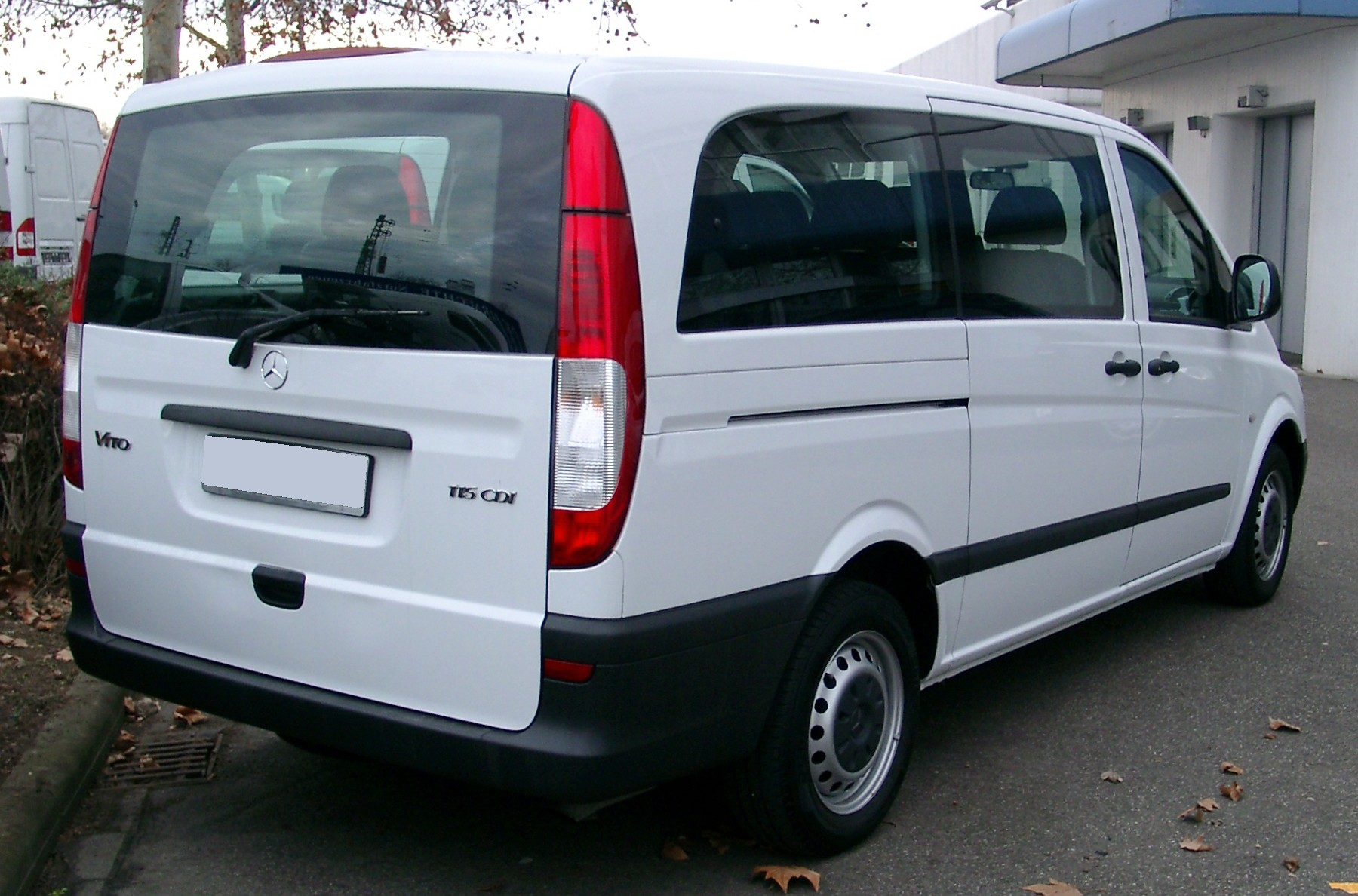
Heckansicht
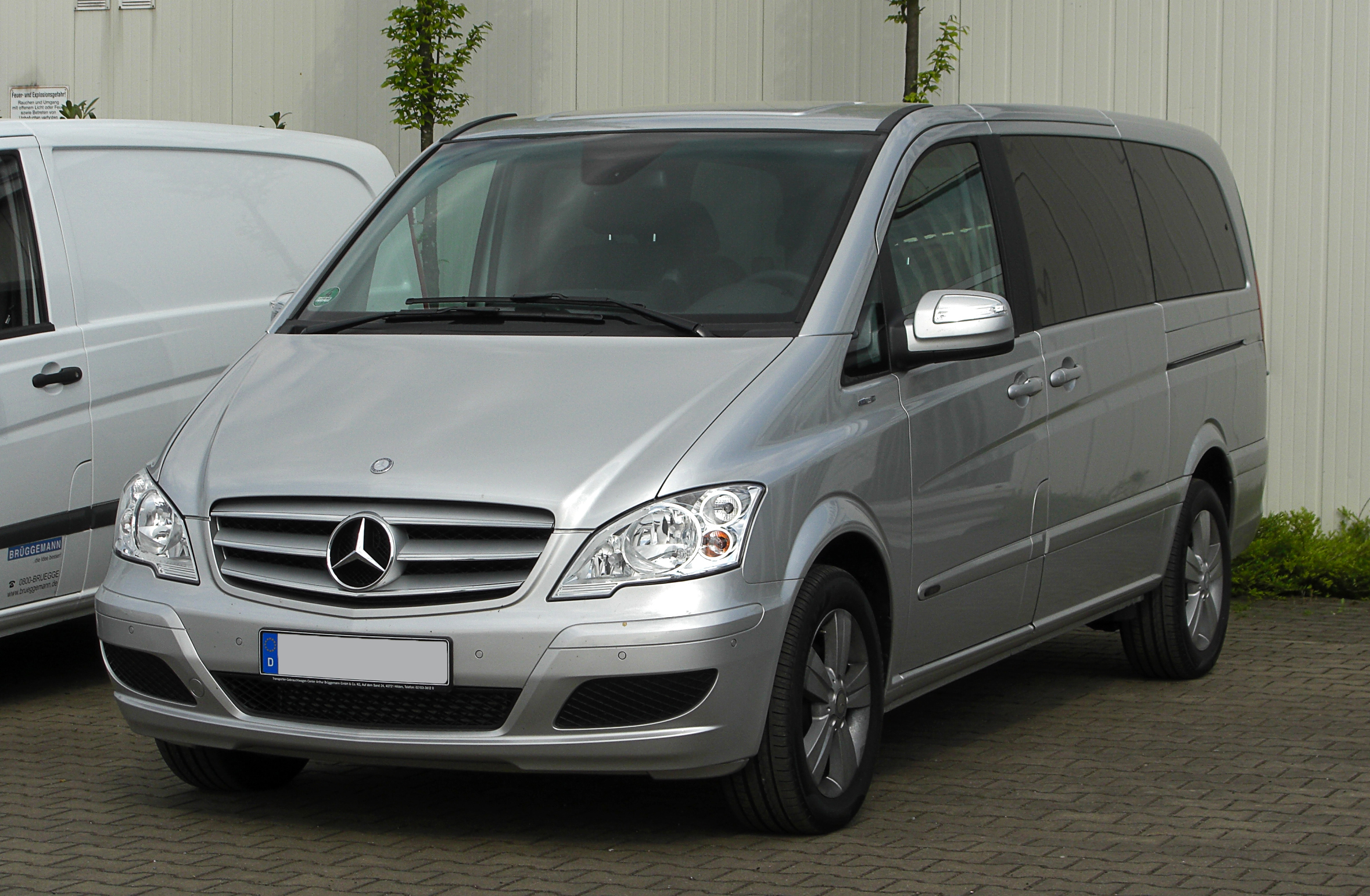
Viano Lang CDI 2.2 BlueEFFICIENCY Trend Edition (ab 2010)
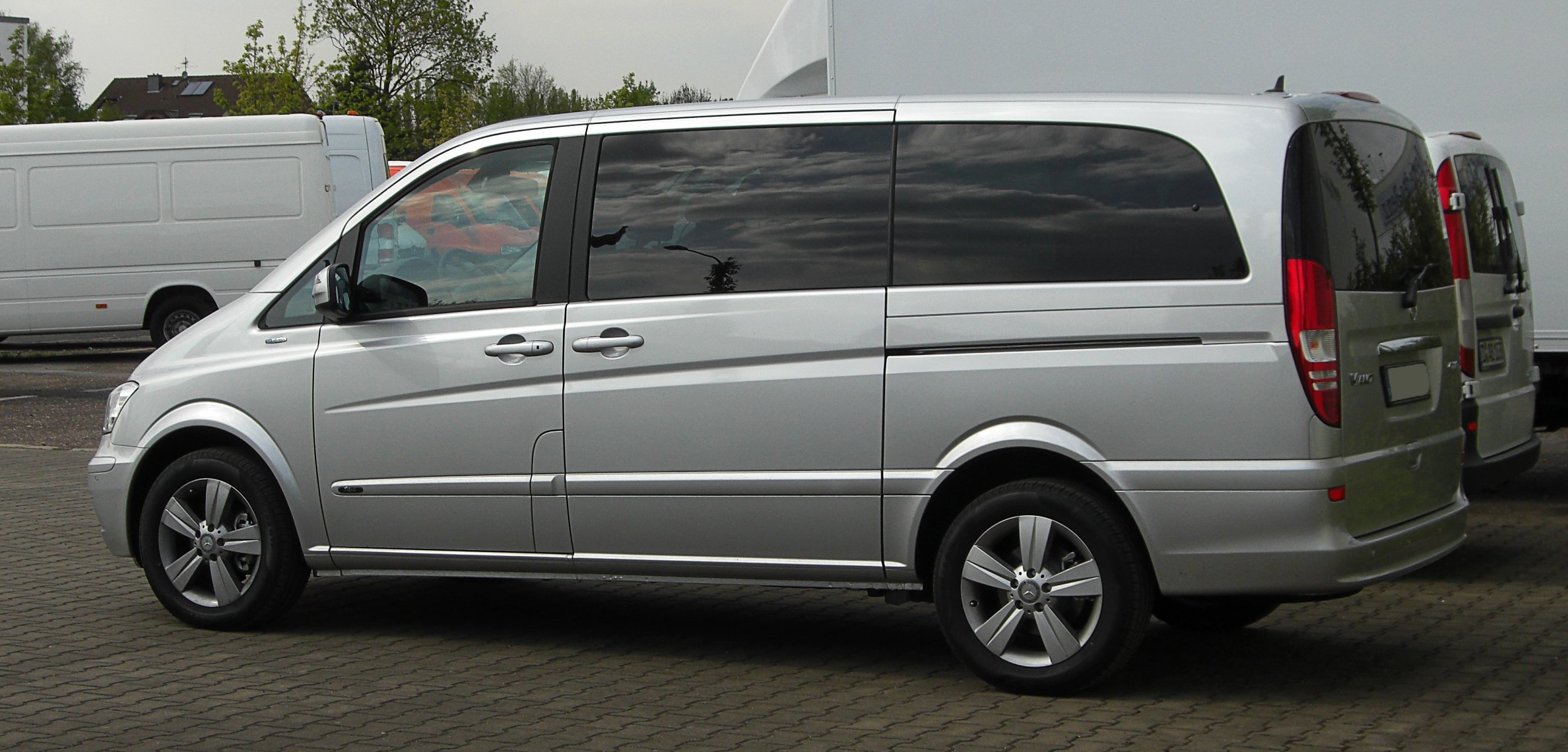
Heckansicht
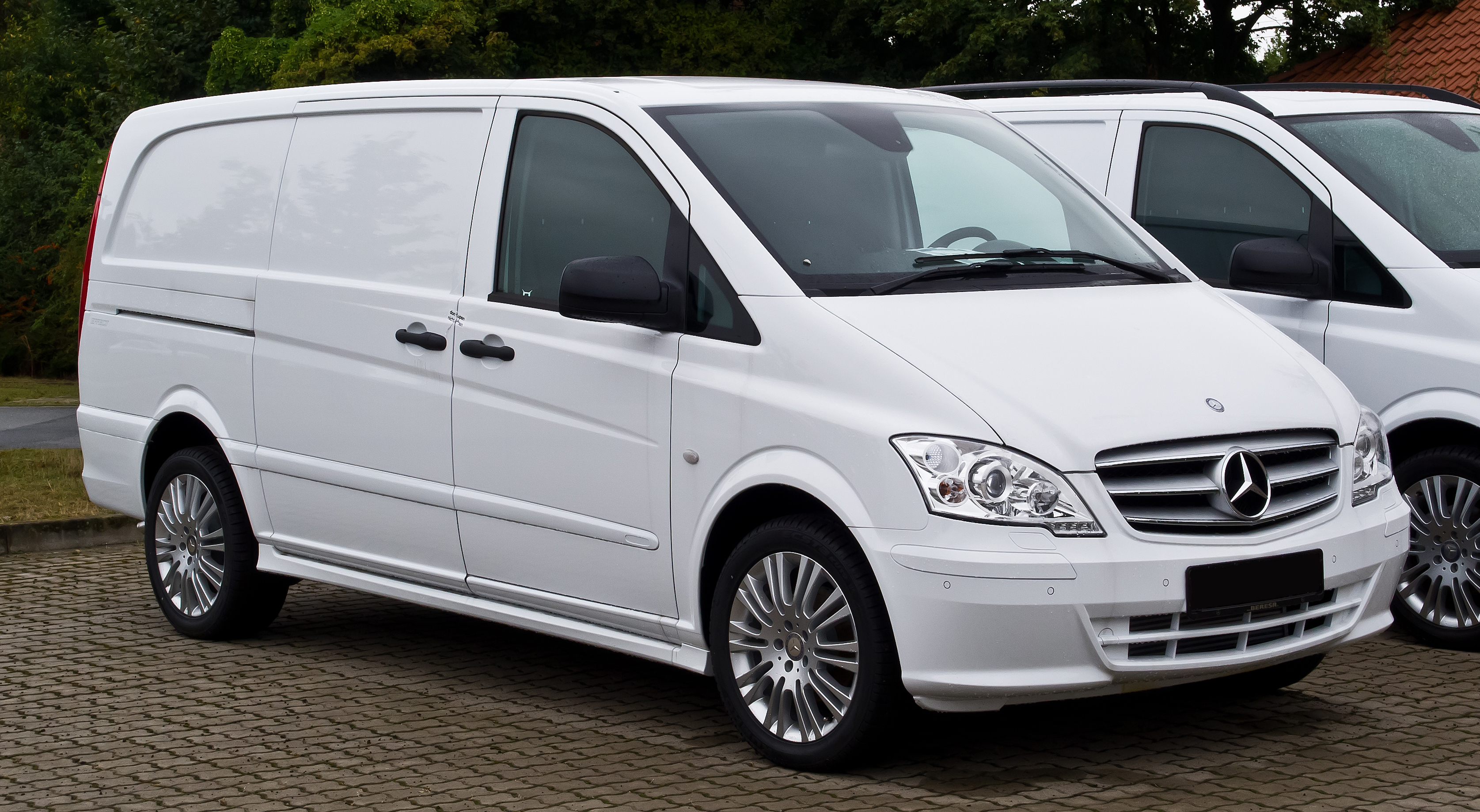
Vito Kastenwagen Lang 122 CDI Effect (ab 2012)
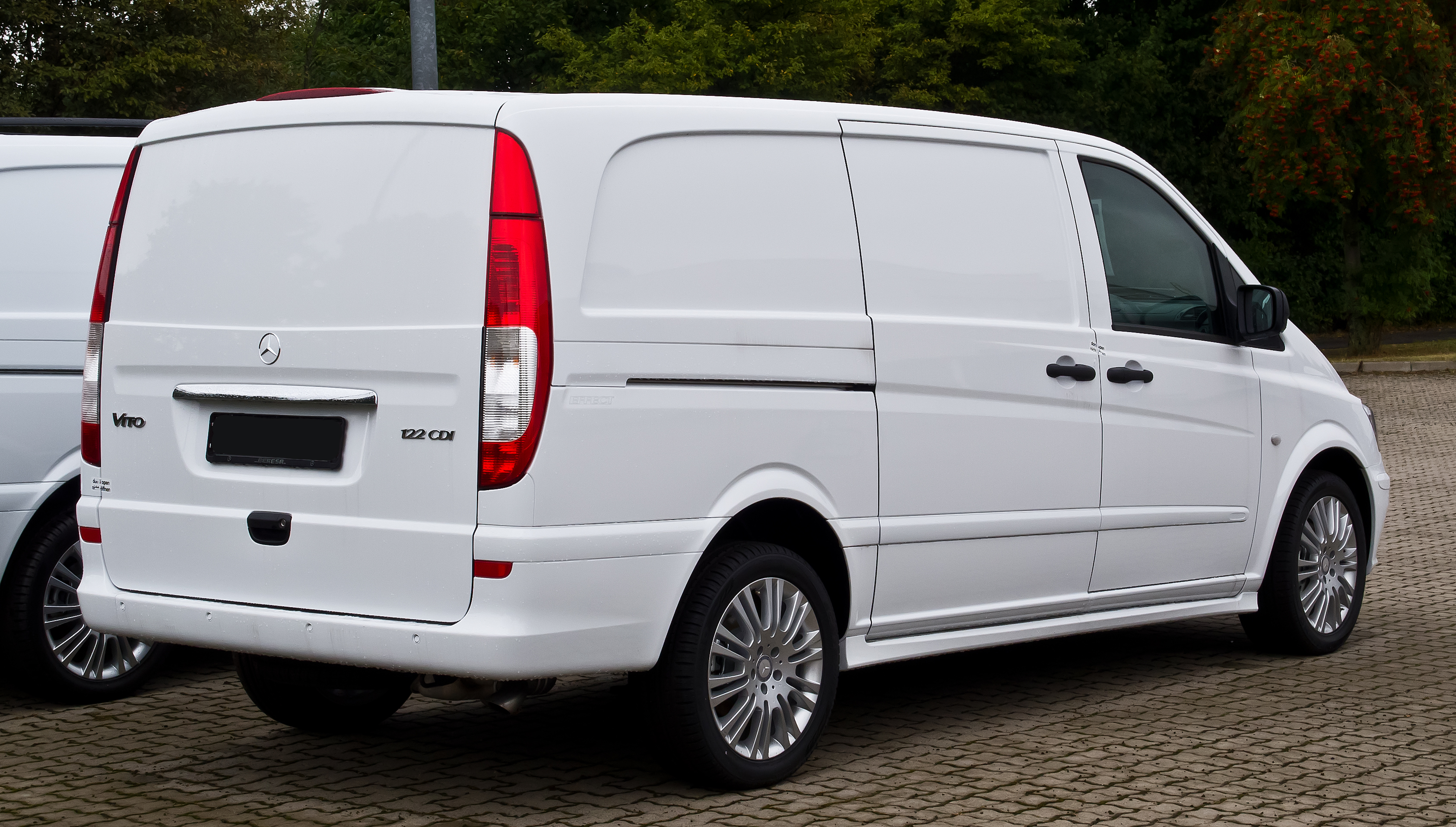
Heckansicht

Am 23. Oktober 2010 wurde ein Facelift der beiden Versionen eingeführt, die zuvor auf der IAA 2010 vorgestellt wurden. Dabei wurden neben den Motoren auch die äußere Optik an der Beleuchtungsanlage und des Kühlergrills verändert. Die Scheinwerfer erhielten eine nach unten abgesetzte LED-Leiste, die ähnlich bei der Modellpflege der M-Klasse 2008 eingeführt wurde.

### Motorisierungen

#### Ottomotoren
| Vito/Viano | Vito/Viano | Vito/Viano | Vito/Viano | Vito/Viano                      | Vito/Viano                | Vito/Viano                  |
| Modell     | Motortyp   | Hubraum    | Zylinder   | Max. Leistung [kW/PS] bei min−1 | Max. Drehmoment bei min−1 | Bauzeit                     |
| ---------- | ---------- | ---------- | ---------- | ------------------------------- | ------------------------- | --------------------------- |
| Vito 119   | M 112 E 32 | 3199 cm³   | V6         | 140/190 bei 5600                | 270 Nm bei 2750–4750      | 2003–2008 seit 2010 (China) |
| Viano 3.0  | M 112 E 32 | 3199 cm³   | V6         | 140/190 bei 5600                | 270 Nm bei 2750–4750      | 2003–2008 seit 2010 (China) |
| Vito 122   | M 112 E 32 | 3199 cm³   | V6         | 160/218 bei 5600                | 305 Nm bei 2800           | 2003–2004                   |
| Viano 3.2  | M 112 E 32 | 3199 cm³   | V6         | 160/218 bei 5600                | 305 Nm bei 2800           | 2003–2004                   |
| Vito 123   | M 112 E 37 | 3724 cm³   | V6         | 170/231 bei 5600                | 345 Nm bei 2500–4500      | 2004–2008                   |
| Viano 3.7  | M 112 E 37 | 3724 cm³   | V6         | 170/231 bei 5600                | 345 Nm bei 2500–4500      | 2004–2007                   |
| Vito 126   | M 272 E 35 | 3498 cm³   | V6         | 190/258 bei 5900                | 340 Nm bei 2500–5000      | 2007–2014                   |
| Viano 3.5  | M 272 E 35 | 3498 cm³   | V6         | 190/258 bei 5900                | 340 Nm bei 2500–5000      | 2007–2014                   |

#### Dieselmotoren
| Vito/Viano                            | Vito/Viano            | Vito/Viano | Vito/Viano | Vito/Viano                      | Vito/Viano                | Vito/Viano |
| Modell                                | Motortyp              | Hubraum    | Zylinder   | Max. Leistung [kW/PS] bei min−1 | Max. Drehmoment bei min−1 | Bauzeit    |
| ------------------------------------- | --------------------- | ---------- | ---------- | ------------------------------- | ------------------------- | ---------- |
| Vito 109 CDI                          | OM 646 DE 22 LA       | 2148 cm³   | R4         | 65/88 bei 3800                  | 220 Nm bei 1400–2500      | 2003–2006  |
| Vito 109 CDI                          | OM 646 DE 22 LA (evo) | 2148 cm³   | R4         | 70/95 bei 3800                  | 250 Nm bei 1400–2500      | 2006–2010  |
| Vito 110 CDI                          | OM 651 DE 22 LA       | 2143 cm³   | R4         | 70/95 bei 3800                  | 250 Nm bei 1400–2600      | 2010–2014  |
| Vito 111 CDI                          | OM 646 DE 22 LA       | 2148 cm³   | R4         | 80/109 bei 3800                 | 270 Nm bei 1600–2500      | 2003–2006  |
| Viano 2.0 CDI                         | OM 646 DE 22 LA       | 2148 cm³   | R4         | 80/109 bei 3800                 | 270 Nm bei 1600–2500      | 2003–2006  |
| Vito 111 CDI (4×4)                    | OM 646 DE 22 LA (evo) | 2148 cm³   | R4         | 85/116 bei 3800                 | 290 Nm bei 1600–2400      | 2006–2010  |
| Viano 2.0 CDI (4MATIC)                | OM 646 DE 22 LA (evo) | 2148 cm³   | R4         | 85/116 bei 3800                 | 290 Nm bei 1600–2400      | 2006–2010  |
| Vito 113 CDI                          | OM 651 DE 22 LA       | 2143 cm³   | R4         | 100/136 bei 3800                | 310 Nm bei 1400–2400      | 2010–2014  |
| Viano 2.0 CDI BlueEFFICIENCY (4MATIC) | OM 651 DE 22 LA       | 2143 cm³   | R4         | 100/136 bei 3800                | 310 Nm bei 1400–2400      | 2010–2014  |
| Vito 115 CDI                          | OM 646 DE 22 LA       | 2148 cm³   | R4         | 110/150 bei 3800                | 330 Nm bei 1800–2400      | 2003–2006  |
| Viano 2.2 CDI                         | OM 646 DE 22 LA       | 2148 cm³   | R4         | 110/150 bei 3800                | 330 Nm bei 1800–2400      | 2003–2006  |
| Vito 115 CDI (4×4)                    | OM 646 DE 22 LA (evo) | 2148 cm³   | R4         | 110/150 bei 3800                | 330 Nm bei 1800–2400      | 2006–2010  |
| Viano 2.2 CDI (4MATIC)                | OM 646 DE 22 LA (evo) | 2148 cm³   | R4         | 110/150 bei 3800                | 330 Nm bei 1800–2400      | 2006–2010  |
| Vito 116 CDI                          | OM 651 DE 22 LA       | 2143 cm³   | R4         | 120/163 bei 3800                | 360 Nm bei 1600–2400      | 2010–2014  |
| Viano 2.2 CDI BlueEFFICIENCY (4MATIC) | OM 651 DE 22 LA       | 2143 cm³   | R4         | 120/163 bei 3800                | 360 Nm bei 1600–2400      | 2010–2014  |
| Vito 120 CDI                          | OM 642 DE 30 LA       | 2987 cm³   | V6         | 150/204 bei 3800                | 440 Nm bei 1800–2400      | 2006–2010  |
| Viano 3.0 CDI                         | OM 642 DE 30 LA       | 2987 cm³   | V6         | 150/204 bei 3800                | 440 Nm bei 1800–2400      | 2006–2010  |
| Vito 122 CDI                          | OM 642 DE 30 LA       | 2987 cm³   | V6         | 165/224 bei 3800                | 440 Nm bei 1400–2800      | 2010–2014  |
| Viano 3.0 CDI BlueEFFICIENCY          | OM 642 DE 30 LA       | 2987 cm³   | V6         | 165/224 bei 3800                | 440 Nm bei 1400–2800      | 2010–2014  |

### Technische Daten (China)
| Modell                          | Viano 2.5          | Viano 3.0                    | Viano 3.5          |
| Zylinderzahl                    | V6                 | V6                           | V6                 |
| Hubraum (cm³)                   | 2496               | 2996                         | 3498               |
| Max. Leistung (kW/PS)           | 140/190 bei 5600   | 165/224 bei 5800             | 190/258 bei 5900   |
| Max. Drehmoment (Nm)            | 235 bei 5200       | 290 bei 4500                 | 340 bei 2500–5000  |
| Höchstgeschwindigkeit (km/h)    | 180                | 190                          | 200                |
| Getriebe (Serienmäßig)          | 5-Stufen-Automatik | 5-Stufen-Automatik           | 5-Stufen-Automatik |
| Beschleunigung (0–100 km/h)     | 14,0 s             | 12,0 s (ca. da keine Angabe) | 10,4 s             |
| Verbrauch kombiniert (l/100 km) | 12,5 Super         | 12,3 Normal                  | 13,0 Super         |
| Tankinhalt                      | 75 l               | 75 l                         | 75 l               |

### Elektroantrieb
Im August 2010 wurde der in einer Kleinserie von 100 Stück im nordspanischen Vitoria produzierte Mercedes Vito E-Cell Kastenwagen der Presse vorgestellt und bis Dezember an ausgewählte Leasingnehmer in Stuttgart und Berlin zu Testzwecken ausgeliefert. Die Tests sollen vier Jahre oder 80.000 km dauern.
Die Fahrzeuge wurden nicht umgerüstet, sondern als Elektrofahrzeuge hergestellt. Der Motor hat eine Leistung von 70 kW (60 kW Dauerleistung) und ein Drehmoment von 280 Nm; der Lithium-Ionen-Akku hat eine nutzbare Energiemenge für den Fahrbetrieb von 32 kWh (brutto 36 kWh). Die Masse ist etwa 200 kg größer als die der Verbrennungsmotor-Variante. Damit hat der Transporter eine Reichweite (nach NEFZ) von 130 km. Die elektronisch begrenzte Höchstgeschwindigkeit beträgt 89 km/h. Eine komplette Vollladung am 400-V-Drehstromnetz dauert etwa sechs Stunden, am einphasigen 230-V-Wechselstromnetz zwölf Stunden. Eine Rekuperation war in der Testserie noch nicht vorhanden.
Seit April 2011 ist der Vito E-Cell Kastenwagen in ausgewählten europäischen Ländern ab Werk erhältlich. Ebenso ist seit 2012 eine Variante als Kombi erhältlich. Beide Varianten sind mit einem innovativen rekuperativen Bremssystem ausgestattet.

## Auszeichnungen für den Vito
- Van of the Year: 2005
- KEP Transporter des Jahres: 2004, 2005, 2007, 2008, 2009, 2010, 2011 (Vito Ecell), 2012 (Vito + Vito E-Cell)
- NFZ Preis des Deutschen Handwerks: 2004, 2006
- Arctic Van Test: 2007, 2008

## Der Viano 4MATIC und der Vito 4×4 im sportlichen Einsatz

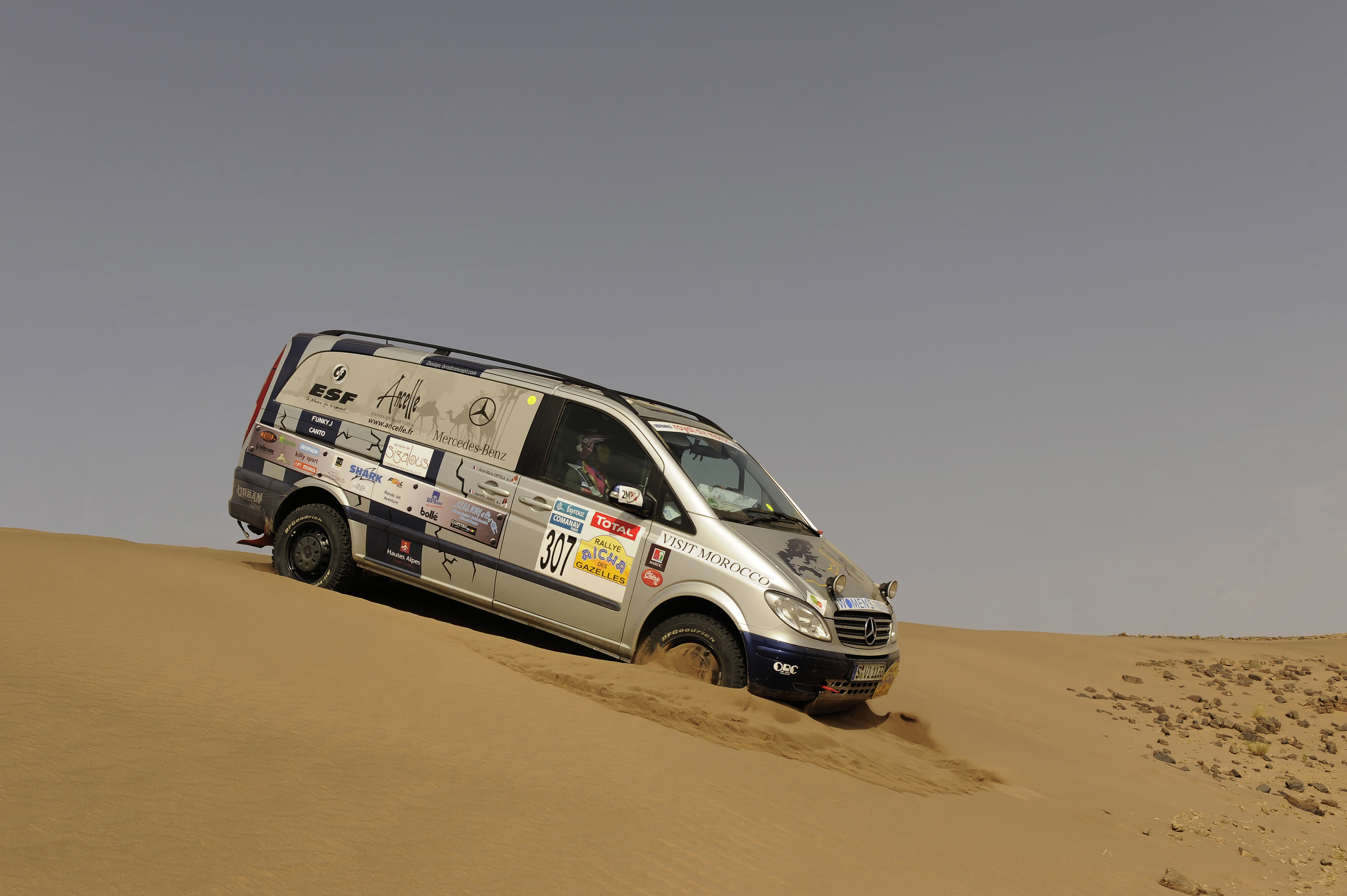
2009 Der Viano beim Durchfahren der Dünen der westlichen Saharaausläufer

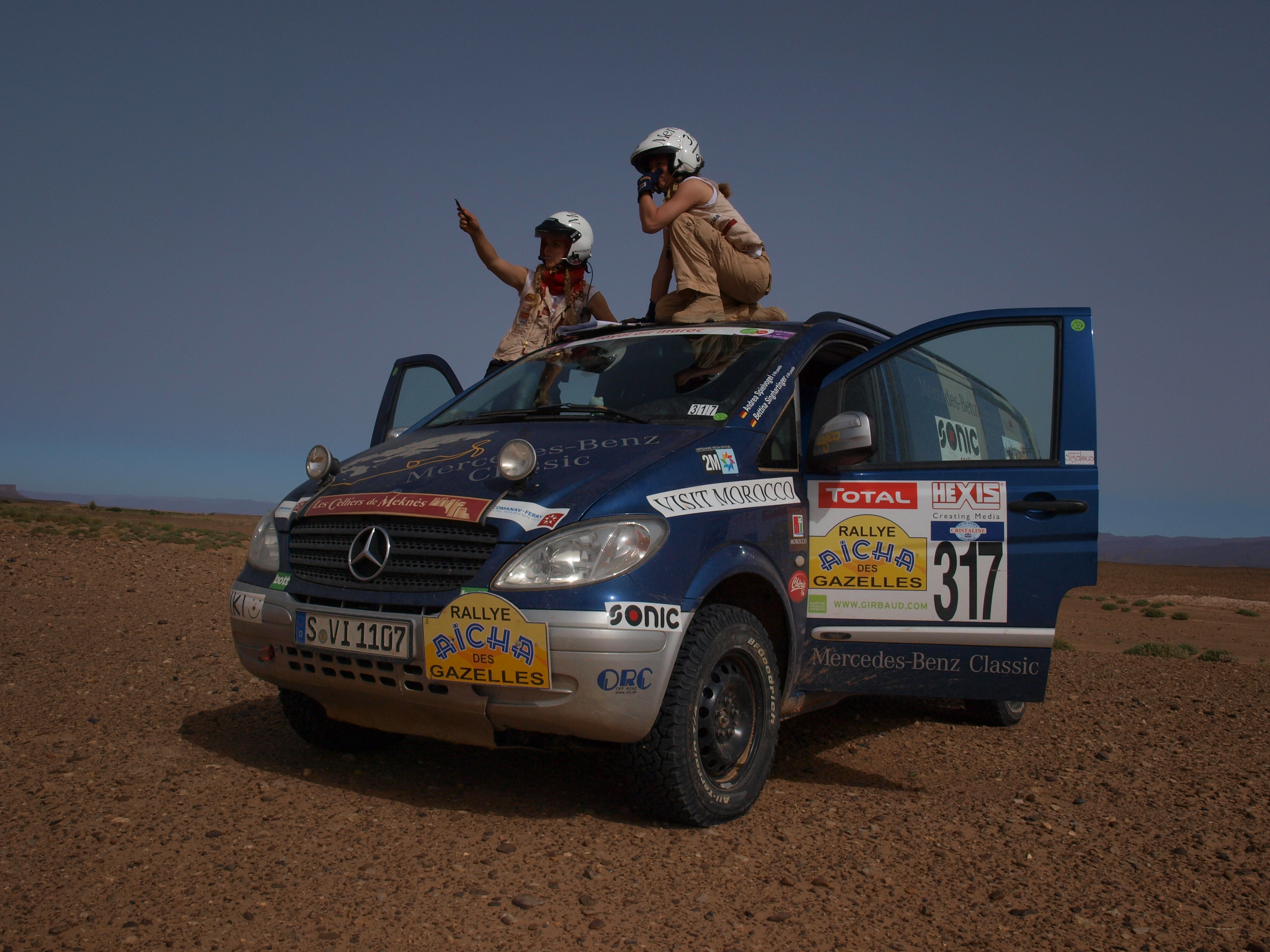
Der Rallye Viano 2010

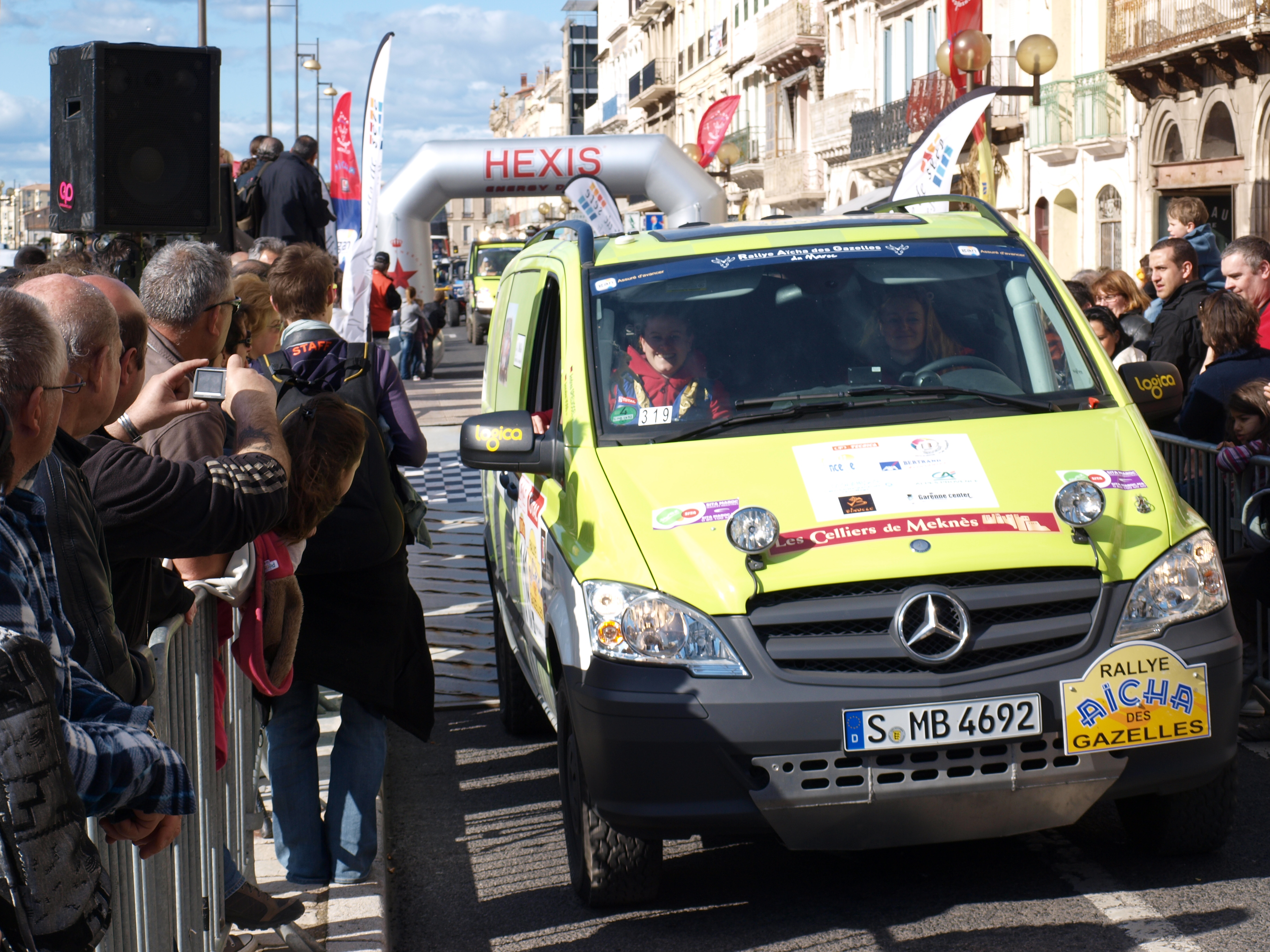
2011 Das Gewinnerteam 319 beim Start in Sete

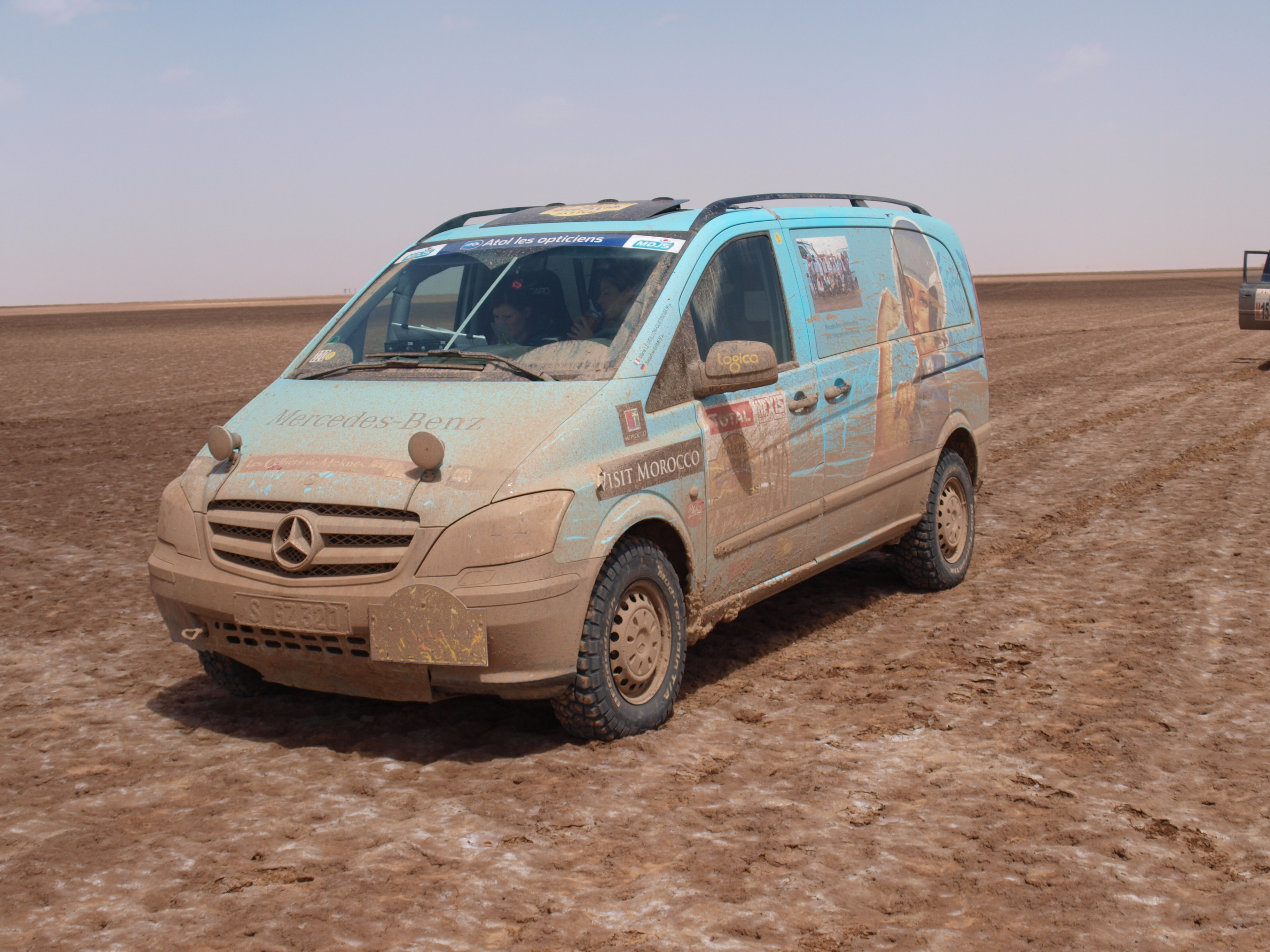
Der Rallye Vito 2012

- 2006: Begleitfahrzeug auf der Rallye Dakar für das Team Mercedes-Benz Service und Kwikpower
- 2009: Teilnahme von zwei Vianos auf der Rallye Aïcha des Gazelles in Marokko. Bis auf den vorgeschriebenen Überrollkäfig sowie die geänderten Reifen handelte es sich um Serienfahrzeuge. Der Viano mit der Startnummer 307, pilotiert von der Irin Jeanette James und mit der Französin Anne-Marie Ortola als Navigatorin, errang den Sieg im Klassement SUV.
- 2010: Erneute Teilnahme bei der Rallye Aïcha des Gazelles mit einem Fahrzeug, das 2009 bereits bei der Rallye im Einsatz war. Das Team erreichte den zweiten Platz in der SUV-Kategorie. Fahrerin Andrea Spielvogel und Navigatorin Bettina Singhartinger sind Daimler-Mitarbeiterinnen, die in einem internen Auswahlverfahren aus über 200 Bewerberinnen zur Teilnahme an der Rallye ausgewählt wurden.[6]
- 2011: Erneut wurden Mitarbeiterinnen der Daimler AG zur Teilnahme an der Rallye Aïcha des Gazelles ausgewählt. Team 319, Andrea Spielvogel und Anneke Voss fuhren den Vito 4x4 zum Sieg in der Crossover Kategorie.
- 2012: Wieder mit Mitarbeiterinnen der Daimler AG besetzt, errang Team 320 (Marie Le Neillon-Quesseveur und Susanne Ehmer) mit dem Vito 4x4 den 4. Platz in der Crossover Kategorie bei der Rallye Aïcha des Gazelles und errangen Platz 1 in der Logica ECO-drive Wertung sowie den ersten Platz in der Sonderwertung 'beste Marathonetappe' der MDJS (La Marocaine des Jeux et des Sports).[7]
- 2013: Ein getuntes Westfalia Jules Verne Reisemobil auf Basis des Mercedes-Benz Vito startet beim jährlichen Tuner Grand Prix am Hockenheimring in der Klasse SUV-Klasse C7.